# لیام گیبسون
لیام گیبسون (انگلیسی: Liam Gibson؛ زادهٔ ۲۵ آوریل ۱۹۹۷) بازیکن فوتبال اهل بریتانیا است.
از باشگاه‌هایی که در آن بازی کرده‌است می‌توان به باشگاه فوتبال گیتزهد اشاره کرد.